# Кумрук
Кумрук (башк. Ҡумрыҡ) — плем'я в складі табинської групи башкирів.

## Етнічна історія
Походження племені кумрук пов'язано з стародавніми тюрками Південного Сибіру.
У XIII—XIV ст. приблизно в один час з табинцями, відбулося переселення кумрукців у Башкортостан. Згідно з їхніми переказами, переселення «з Іргизьких степів» (мається на увазі річка Іргиз в північному Приараллі) з «великою війною», яка там розгорнулася між ханами Ак-Орди.
Кумрукці розселилися в басейні річки Інзер, де змішалися з сусідніми кудейськими пологами.

## Аналіз Y-DNA
Аналіз Y-DNA виявив у деяких представників племені кумрук — гаплогрупу I2.

## Розселення
Довгий час вотчинні землі племені кумрук перебували у складі табинських волостей.

У 1700 році Кумрик-Табинська волость стала самостійною, виділившись з Курпеч-Табинської волості: 
«з оного по собі власне самі почали було іменуватися кумрук-табинцями..»
В 1731 році кумрик-табинські башкири свої землі в кількості 53814 десятин розділили між трьома тюбами (підрозділами волості): Бякриш, Улуман, Міняюс.
На території Кумрик-Табинської волості у XVIII столітті було всього 10 сіл — Абзаново, Айтмембетово, Азово, Гайфуллінське, Тимербаєво, Узунларово, Тавакачево, Терекли, Яксаново. У 1798-1865 рр. ці села увійшли до складу 7-го башкирського кантону.
Села Кумрик-Табинської волості, в адміністративному відношенні, що перебували у складі Стерлітамацького повіту Уфимської провінції, потім Оренбурзької губернії, а з 1865 року — Уфимської губернії. З 20 серпня 1930 року вони увійшли до складу Архангельського району Башкортостану.
Жителі волості займалися скотарством, бджільництвом, частково хліборобством. Багато кумрик-табинців, що не займались землеробством, заготовляли золу для поташного заводу, перевозили мідну руду на Архангельський завод і шадрик і поташ в м. Уфа.
За матеріалами XVIII століття, с. Абзаново при р. Інзер засноване старшиною Кумрик-Табинської волості Якшембетом Урасовим. Він відомий тим, що в 1760 році повідомив Оренбурзькому гірничому начальству про відкриття нафтового родовища на території вотчини.